# Euploea pryeri
Euploea pryeri är en fjärilsart som beskrevs av Moore 1883. Euploea pryeri ingår i släktet Euploea och familjen praktfjärilar. Inga underarter finns listade i Catalogue of Life.